# ゴアグラインド
ゴアグラインド (Goregrind) は、主に猟奇的なテーマを扱うグラインドコアのジャンルのひとつである。なおゴア（GORE）とは、「流血」「血の塊」という意味。

## 概要
1988年に、イギリスのリヴァプール出身のバンド、Carcassが発表した1stアルバム「Reek of Putrefaction」（邦題「腐乱屍臭」）がゴアグラインドのルーツであるとされている。カーカスは、翌年に2ndアルバム「Symphonies of Sickness」（邦題「真・疫魔交響曲」）をリリースしている。殺人、死体、拷問などを猟奇的に表現した歌詞を、ピッチシフターによって極端な低音に加工したヴォーカルで歌うことや、ホラー映画の1場面をサンプリングとして使用するのも大きな特徴である。なおスラッシュメタルの要素が強いバンドは、ゴアメタルと呼ばれることがある（Exhumed、Haemorrhageなど）。
最近の傾向としては、Gut、Dead、Cock And Ball Tortureといったドイツ出身のゴアグラインドバンドの特徴であるグルーヴを強調したミドルテンポのジャーマンゴアスタイルを取り入れる動きが広がっている（Rompeprop、Vulgaroyal Bloodhillなど）。またテクノとのクロスオーバーを模索する実験的な動きも一部で起きている。これはDTM機材の低価格化やMyspaceなどのソーシャル・ネットワーキング・サービスの発達によって、バンド形態に囚われず自由に活動する個人プロジェクトが増えた為と言われている。
アートワークは、Ogrish.comなどのウェブサイトで公開されている死体写真をジャケットに使用するバンドが多い。次いで多いのが、凶悪事件現場やモンスターなどをグロテスクに描いたイラスト、ホラー映画のスチール写真やキャプチャー画像である。

## ポルノグラインド
ゴアグラインドの同系ジャンルとしてポルノグラインドがある。音楽的な面ではゴアグラインドと差異は無いが、アートワークや歌詞のモチーフとしてアナルファック、SM、レイプ、同性愛、児童性愛などの過激な性行為を主に扱っている点と、ハードコアポルノの性交場面のサンプリングを多用している点に違いがある。有名なバンドには、ガットとCock and Ball Tortureがいる。
バンドは、ハードコアポルノサイトで公開されている画像やハードコアポルノビデオのスチール写真及びキャプチャー画像を使用する。海外でHENTAIというジャンル名でマニアックな人気を集めている、日本製のポルノ・アニメやポルノ・コミックを使用するケースも見られる。

## 主なバンド
- Butcher ABC
- Carcass（カーカス）
- Cock And Ball Torture（コック・アンド・ボール・トーチャー）
- DEAD（デッド）
- Dead Infection
- Defecal Of Gerbe
- Disgorge (Mexico)（ディスゴージ (メキシコ)）
- Exhumed
- Flesh Grinder
- General_Surgery
- Ghoul
- GO-ZEN
- GUT（ガット）
- Haemorrhage
- Impaled
- Impetigo
- JIG-AI（ジガイ）
- KOTS（コッツ）
- Last Days Of Humanity（ラスト・デイズ・オブ・ヒューマニティー）
- Libido Airbag
- Lymphatic Phlegm
- Meat Shits
- Oxidised Razor（オキシダイズド・レイザー）
- Paracoccidioidomicosisproctitissarcomucosis
- Splattered Entrails（スプラッタード・エントレイルズ）